# Regions Bank Building
El Merchants National Bank Building, anteriormente conocido como First Alabama Bank Building y más recientemente como Regions Bank Building, es un rascacielos en la ciudad de Mobile, en el estado de Alabama (Estados Unidos). Terminado en 1929, el edificio se eleva a 72 m y 18 pisos. Es el cuarto edificio más alto de Mobile.

## Historia
Una vez finalizado, el Merchants National Bank Building se convirtió en el edificio más alto de Mobile, el séptimo edificio más alto del estado de Alabama y el rascacielos más alto del estado fuera de Birmingham, la mayor ciudad del estado. El edificio siguió siendo el más alto de la ciudad hasta la finalización del RSA–BankTrust Building en 1965. 
El Merchants National Bank Building, diseñado por el estudio de arquitectura Graham, Anderson, Probst & White, con sede en Chicago, es un ejemplo de arquitectura art déco. Tiene una estructura de techo piramidal enchapada en cobre distintiva; la altura hasta la base de la pirámide es de 58 m.
El 1 de agosto de 2017, se anunció que el edificio se someterá a una renovación importante en un complejo de apartamentos de 82 unidades de 30 millones de dólares.